# Северодонецкая городская община
Северодонецкая территориальная городская община (укр. Сєвєродонецька міська територіальна громада) — территориальная община в Украине, в Северодонецком районе Луганской области. Административный центр — город Северодонецк.
Образована 12 июня 2020 года путем объединения Северодонецкого городского совета, Боровенского, Епифановского, Новоастраханского сельских советов Кременского, Смоляниновского, Чабановского сельских советов Новоайдарского районов Луганской области.

## Населённые пункты
Город (1) — Северодонецк.
Посёлков (7) — Боровское, Вороново, Лесная дача, Метёлкино, Павлоград, Синецкий, Сиротино.
Села (12) — Боброво, Боровеньки, Воеводовка, Гавриловка, Гузеевка, Епифановка, Нижний Суходел, Александровка, Осколоновка, Пурдовка, Смоляниново, Чабановка.
Всего 20 населённых пунктов.

## Органы власти
Административный центр — Северодонецк
Глава общины — Должность вакантна
Рада — Северодонецкий городской совет
Код КАТОТТГ — UA44120110000010163